# Bywell Hall
Bywell Hall est une maison de campagne privée du XVIIIe siècle située sur la rive nord de la rivière Tyne à Bywell, dans le Northumberland. C'est un bâtiment classé Grade II*.

## Histoire
Le manoir de Bywell et le château de Bywell appartenaient à la famille Neville au XIVe siècle, mais à la suite de la déclaration hors la loi de Charles Neville (6e comte de Westmorland) pour avoir pris part au Soulèvement du Nord, les domaines de Neville sont confisqués et Bywell est vendu en 1571 par la Couronne à la famille Fenwick.
William Fenwick (fils de John Fenwick High Sheriff de Northumberland en 1727) construit la nouvelle maison à Bywell selon les plans de l'architecte James Paine (architecte) en 1760.
Le domaine est vendu à Thomas Wentworth Beaumont pour 145 000 £ au début du XIXe siècle et la maison est améliorée par les Beaumont, avec l'aide de l'architecte John Dobson (architecte), en 1827 et modifiée plus tard au XIXe siècle.
La maison est le siège de Wentworth Beaumont, 4e vicomte Allendale et le domaine est exploité commercialement par Allendale Estates.